# Addax Team
Addax Team fue una escudería de automovilismo que apareció en el 2009 después de que Alejandro Agag comprara en su totalidad el equipo de GP2 Series Campos Racing, propiedad de Adrián Campos. Alejandro poseía parte de ese equipo desde unos años antes, y tomó por denominación Barwa Addax Team tras la compra accionarial por parte de Alejandro Agag. La escudería perteneció a Addax Capital de la que son dueños el propio Agag e Ignacio Muñoz-Alonso. En 2013 la escudería cierra y la estructura vuelve a ser recomprada por Adrián Campos mientras Alejandro, se centra en negocios como la Fórmula E.

## Competiciones

### GP2 Series
A finales de temporada Adrián Campos decidió dejar el equipo para centrarse en su intento de entrada a la Fórmula 1 y vendió sus acciones a su socio, Alejandro Agag, convirtiéndose en el único propietario.
En 2009 Addax firmó al campeón de la Temporada 2008 de GP2 Asia Series Romain Grosjean y a Vitaly Petrov. Grosjean ocupó la primera pole position durante la primera sesión de calificación de la temporada, en Barcelona. También se llevó la primera victoria del equipo, llevando a Petrov a un primer 1-2. Ambos pilotos rápidamente se establecieron como contendientes del campeonato.

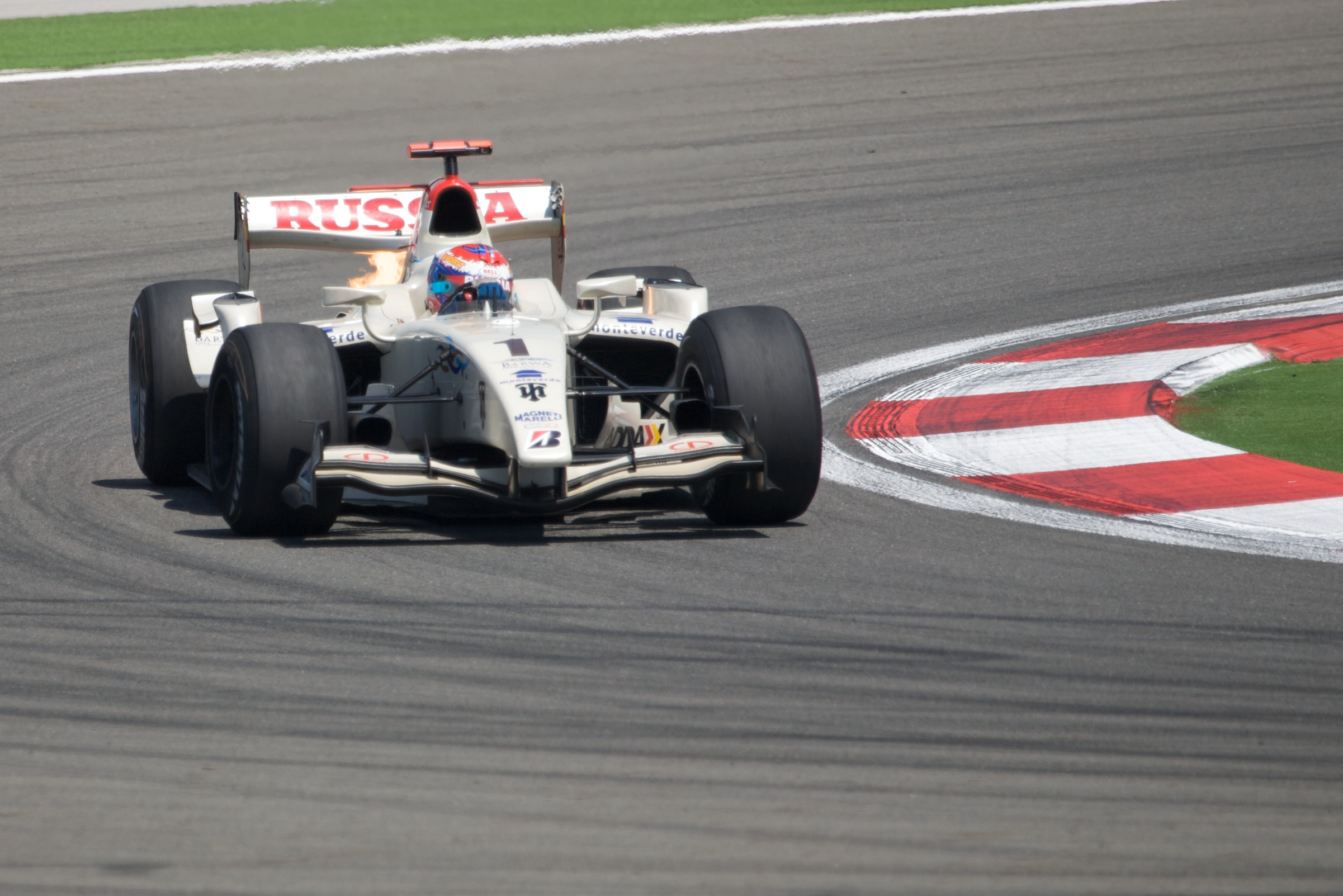
Vitaly Petrov pilotando para Barwa Addax en la ronda Turca de la Temporada 2009 de GP2 Series.

Después de la salida de Nelson Piquet Jr del equipo Renault F1, Grosjean, que fue el tercer piloto del equipo, fue reclutado para sustituirlo desde el Gran Premio de Europa de 2009. El asiento de Grosjean fue tomado por el piloto de Durango Davide Valsecchi. A pesar de su ausencia de las últimas ocho carreras de la temporada, Grosjean terminó cuarto en el campeonato con dos victorias, un recuento igualado por Petrov, que fue el principal rival de Nico Hülkenberg para el campeonato y finalmente terminó subcampeón. Addax tuvo el consuelo de ganar el campeonato de los equipos en la primera temporada compitiendo con su nuevo nombre.
Para la temporada 2010, Petrov se graduó a la Fórmula 1, también con Renault, y Valsecchi se trasladó al equipo iSport International, por lo que Addax firmó los pilotos Giedo van der Garde y Sergio Pérez. Pérez rápidamente asumió el papel de líder del equipo, ganando cinco carreras y estableciéndose como el principal rival de Pastor Maldonado, mientras que Van der Garde terminó séptimo en la general con tres podios. Addax fue derrotado por poco en el campeonato de equipos por Rapax, que anotó cinco puntos más.

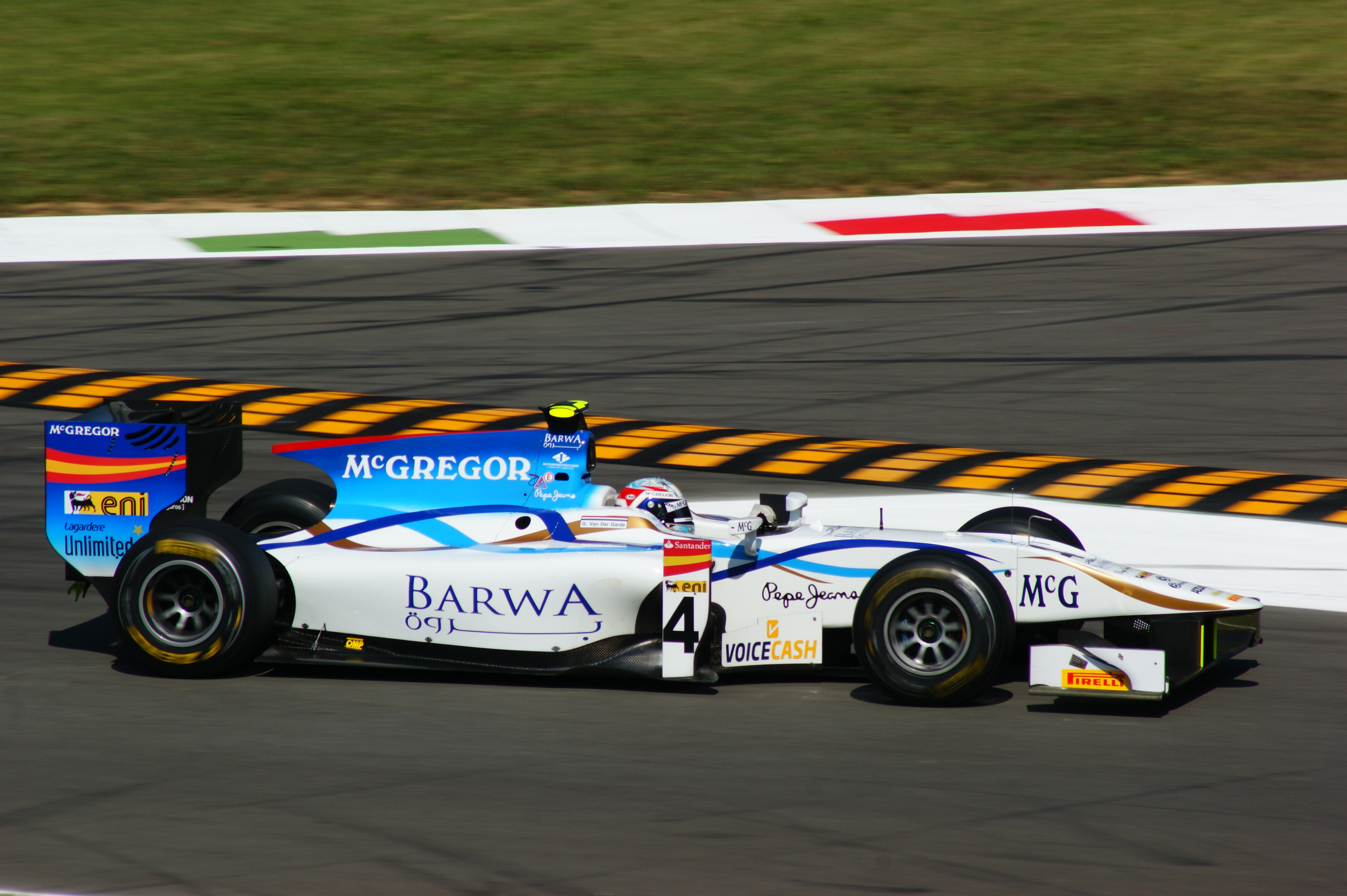
Giedo van der Garde pilotando para Addax en Monza, temporada 2011.

Van der Garde se quedó con el equipo para la temporada 2011, y Pérez subió a la F1 y fue sustituido por Charles Pic, siendo éste su segundo año en GP2. A pesar de que no ganó una carrera, Van der Garde anotó una serie consistente de podios en la primera mitad de la temporada, lo que lo colocó en el segundo lugar del campeonato detrás del líder Grosjean, ahora de nuevo en el campeonato y conduciendo para DAMS. Sin embargo, volvió a quedar quinto en la clasificación después de un pobre final de la temporada y fue derrotado por Pic, que impresionó con tres pole positions y dos victorias en la carrera. A pesar de terminar cuarto y quinto en la clasificación de pilotos, Addax ganó su segundo campeonato de equipos en virtud del hecho de que los tres primeros: Grosjean, Luca Filippi y Jules Bianchi,  habían sido asociados con compañeros de equipo que lorgraron muchos menos puntos que ellos.
Para la temporada 2012, Pic se graduó en F1 con Marussia y Van der Garde se trasladó al equipo de Caterham Racing como parte de su acuerdo para convertirse en el piloto de reserva del equipo Caterham F1; Addax firmó a Johnny Cecotto Jr. y Josef Král para reemplazarlos. Después de anotar cuatro puntos durante más de dos años de la GP2, Cecotto hizo un avance con Addax, ganando las carreras en Mónaco (desde la pole position) y Hockenheim. Sin embargo, su inconsistencia lo limitó a noveno en general en el campeonato de pilotos. Al otro lado del garaje, Král fue reemplazado por el tercer piloto de HRT Formula 1 Team Dani Clos durante cuatro carreras después de la primera ronda del campeonato, y luego sufrió una serie de doce carreras sin puntuar, antes de tomar su primera victoria en la carrera al sprint de Monza. Fue sustituido por las últimas dos carreras del campeonato por el novato Jake Rosenzweig, quien, como Clos antes que él, no pudo puntuar. Como resultado de esta temporada inconsistente, Addax cayó al octavo lugar en la clasificación de los equipos.

### GP2 Asia Series
Addax también se hizo cargo del sitio de Campos Racing en la GP2 Asia Series. En la temporada 2008-09, Petrov y Pérez terminaron quinto y séptimo respectivamente en la clasificación de pilotos, con tres victorias entre ellos, mientras que Addax terminó tercero en la clasificación de los equipos. Para la temporada 2009-10, el equipo corrió con los pilotos que emplearía para la serie principal (Pérez y Van der Garde) en algunas rondas, pero también encabezó a Max Chilton, Luiz Razia y Rodolfo González en otras; Los cambios restringieron al equipo a la décima posición en el campeonato. Para la última temporada de GP2 Asia en 2011, Addax volvió a contar con sus principales pilotos de la serie (Van der Garde y Pic). Van der Garde consiguió dos podios para terminar tercero en general, pero Pic no pudo anotar ningún punto.

### GP3 Series
Addax fue uno de los diez equipos que obtuvieron las plazas para el campeonato inaugural de la GP3 Series en 2010. Fue uno de los dos únicos equipos de la GP2 que compitió en la GP3, siendo el otro el ART Grand Prix. Los tres pilotos del equipo fueron Felipe Guimarães, Pablo Sánchez López y Mirko Bortolotti. Ninguno de los tres fueron destacados, con dos podios entre ellos como mejores resultados del equipo. Terminaron 16.º, 30.º y 11.º en el campeonato, respectivamente. Addax terminó octavo en el campeonato de equipos.
Para la temporada 2011, Addax reclutó a Dominic Storey, Gabriel Chaves y Dean Smith. Chaves fue el único piloto en completar la temporada, ya que Storey fue reemplazado por Tom Dillmann después de dos rondas del campeonato, y Vittorio Ghirelli tomó el asiento de Smith para la ronda final. En esta ocasión, Smith fue el mejor de los cinco, anotando dos podios y estableciendo una vuelta rápida para llegar a la 12.ª posición general; Chaves estaba en el puesto 19 y en el piso 37; Dillman y Ghirelli fueron 14.º y 25.º también habiendo competido para otros equipos. Addax nuevamente terminó octavo en el campeonato de los equipos, pero con ocho puntos más que en 2010. Addax eligió retirarse del campeonato tras la conclusión de la temporada 2011.
Personal (2009)
- Fundador:  Adrián Campos-Suñer
- Propietario: Alejandro Agag
- Director General: Alberto Longo Álvarez de Sotomayor
- Director Técnico: Chrys Murphy
- Director Financiero: José Julio Rosell
- Director Logística: Caterina Sarrión
- Jefe de Prensa: Antonio Moralejo
- Relaciones Públicas: Marta Viscasillas
- Ingenieros de pista: Emilio Lozano y Peter Wyss
- Ingeniero de datos: Phillip Gautheron
- Jefe de Mecánicos: Enrique Colomina
- Mecánicos: Vicente Andreu, Daniel Lluch, Miguel Ángel Rovira, Javier López, Gustavo Pochettino

## Resultados

### GP2 Asia Series
(Clave) (negrita indica pole position) (cursiva indica vuelta rápida puntuable)

| Año     | Chasis                                 | Neu. | N.º | Pilotos             | 1    | 1    | 2    | 2    | 3    | 3    | 4    | 4    | 5   | 5   | 6    | 6    | Puntos | Pos. | Ref.  |
| ------- | -------------------------------------- | ---- | --- | ------------------- | ---- | ---- | ---- | ---- | ---- | ---- | ---- | ---- | --- | --- | ---- | ---- | ------ | ---- | ----- |
| 2008-09 | Dallara GP2/08 Mecachrome V8108 GP2 V8 | B    |     |                     | SHA  | SHA  | DUB  | DUB  | SAK1 | SAK1 | LOS  | LOS  | KUA | KUA | SAK2 | SAK2 | 54     | 3.º  | [ 5 ] |
| 2008-09 | Dallara GP2/08 Mecachrome V8108 GP2 V8 | B    | 5   | Vitaly Petrov       | 5    | Ret  | 5    | C    | 10   | 12   | 3    | 2    | 6   | 1   | 19   | 11   | 54     | 3.º  | [ 5 ] |
| 2008-09 | Dallara GP2/08 Mecachrome V8108 GP2 V8 | B    | 6   | Sergio Pérez        | Ret  | 7    | 6    | C    | 8    | 1    | 2    | 1    | Ret | 6   | 12   | 9    | 54     | 3.º  | [ 5 ] |
| 2009-10 | Dallara GP2/08 Mecachrome V8108 GP2 V8 | B    |     |                     | YMC1 | YMC1 | YMC2 | YMC2 | SAK1 | SAK1 | SAK2 | SAK2 |     |     |      |      | 5      | 10.º | [ 6 ] |
| 2009-10 | Dallara GP2/08 Mecachrome V8108 GP2 V8 | B    | 5   | Max Chilton         | 16   | 17   |      |      | 18   | 12   | 19†  | 15   |     |     |      |      | 5      | 10.º | [ 6 ] |
| 2009-10 | Dallara GP2/08 Mecachrome V8108 GP2 V8 | B    | 5   | Giedo van der Garde |      |      | Ret  | 19   |      |      |      |      |     |     |      |      | 5      | 10.º | [ 6 ] |
| 2009-10 | Dallara GP2/08 Mecachrome V8108 GP2 V8 | B    | 6   | Luiz Razia          | Ret  | 11   |      |      |      |      |      |      |     |     |      |      | 5      | 10.º | [ 6 ] |
| 2009-10 | Dallara GP2/08 Mecachrome V8108 GP2 V8 | B    | 6   | Sergio Pérez        |      |      | 12   | 4    | 7    | 17   |      |      |     |     |      |      | 5      | 10.º | [ 6 ] |
| 2009-10 | Dallara GP2/08 Mecachrome V8108 GP2 V8 | B    | 6   | Rodolfo González    |      |      |      |      |      |      | Ret  | Ret  |     |     |      |      | 5      | 10.º | [ 6 ] |
| 2011    | Dallara GP2/11 Mecachrome V8108 GP2 V8 | P    |     |                     | YMC  | YMC  | IMO  | IMO  |      |      |      |      |     |     |      |      | 16     | 3.º  | [ 7 ] |
| 2011    | Dallara GP2/11 Mecachrome V8108 GP2 V8 | P    | 1   | Charles Pic         | 9    | 21   | 20   | 11   |      |      |      |      |     |     |      |      | 16     | 3.º  | [ 7 ] |
| 2011    | Dallara GP2/11 Mecachrome V8108 GP2 V8 | P    | 2   | Giedo van der Garde | 5    | 23   | 2    | 3    |      |      |      |      |     |     |      |      | 16     | 3.º  | [ 7 ] |

### GP2 Series
(Clave) (negrita indica pole position) (cursiva indica vuelta rápida puntuable)

| Año  | Chasis                                 | Neu. | N.º | Pilotos             | 1   | 1   | 2   | 2   | 3   | 3   | 4   | 4   | 5   | 5   | 6   | 6   | 7   | 7   | 8   | 8   | 9   | 9   | 10  | 10  | 11  | 11  | 12  | 12  | Puntos | Pos. | Ref.   |
| ---- | -------------------------------------- | ---- | --- | ------------------- | --- | --- | --- | --- | --- | --- | --- | --- | --- | --- | --- | --- | --- | --- | --- | --- | --- | --- | --- | --- | --- | --- | --- | --- | ------ | ---- | ------ |
| 2009 | Dallara GP2/08 Mecachrome V8108 GP2 V8 | B    |     |                     | BAR | BAR | MON | MON | EST | EST | SIL | SIL | NÜR | NÜR | BUD | BUD | VAL | VAL | SPA | SPA | MNZ | MNZ | ALG | ALG |     |     |     |     | 122    | 2.º  | [ 8 ]  |
| 2009 | Dallara GP2/08 Mecachrome V8108 GP2 V8 | B    | 1   | Vitali Petrov       | 2   | 9   | 2   | 6   | 1   | 3   | 15  | 10  | 4   | 4   | Ret | 12  | 1   | 3   | Ret | 6   | 2   | 5   | 4   | Ret |     |     |     |     | 122    | 2.º  | [ 8 ]  |
| 2009 | Dallara GP2/08 Mecachrome V8108 GP2 V8 | B    | 2   | Romain Grosjean     | 1   | 2   | 1   | 17† | Ret | 12  | 5   | 4   | 18† | 5   | 10  | 4   |     |     |     |     |     |     |     |     |     |     |     |     | 122    | 2.º  | [ 8 ]  |
| 2009 | Dallara GP2/08 Mecachrome V8108 GP2 V8 | B    | 2   | Davide Valsecchi    |     |     |     |     |     |     |     |     |     |     |     |     | 11  | Ret | Ret | 8   | 14  | 9   | 7   | 14  |     |     |     |     | 122    | 2.º  | [ 8 ]  |
| 2010 | Dallara GP2/08 Mecachrome V8108 GP2 V8 | B    |     |                     | BAR | BAR | MON | MON | EST | EST | VAL | VAL | SIL | SIL | HOC | HOC | BUD | BUD | SPA | SPA | MNZ | MNZ | YMC | YMC |     |     |     |     | 110    | 2.º  | [ 9 ]  |
| 2010 | Dallara GP2/08 Mecachrome V8108 GP2 V8 | B    | 3   | Giedo van der Garde | 20  | 9   | 6   | 2   | 4   | 3   | 4   | 2   | 9   | 7   | 12  | 9   | 5   | 4   | 9   | 2   | Ret | Ret | Ret | 19  |     |     |     |     | 110    | 2.º  | [ 9 ]  |
| 2010 | Dallara GP2/08 Mecachrome V8108 GP2 V8 | B    | 4   | Sergio Pérez        | 4   | Ret | 1   | 6   | DSQ | 7   | 11  | 16  | 5   | 1   | 2   | 1   | 3   | Ret | 7   | 1   | Ret | 13  | 1   | Ret |     |     |     |     | 110    | 2.º  | [ 9 ]  |
| 2011 | Dallara GP2/11 Mecachrome V8108 GP2 V8 | P    |     |                     | EST | EST | BAR | BAR | MON | MON | VAL | VAL | SIL | SIL | NÜR | NÜR | BUD | BUD | SPA | SPA | MNZ | MNZ |     |     |     |     |     |     | 101    | 1.º  | [ 10 ] |
| 2011 | Dallara GP2/11 Mecachrome V8108 GP2 V8 | P    | 3   | Charles Pic         | 7   | 4   | 1   | 19  | 8   | 1   | Ret | Ret | 11  | 10  | 2   | DSQ | 2   | 13  | Ret | 19  | 2   | Ret |     |     |     |     |     |     | 101    | 1.º  | [ 10 ] |
| 2011 | Dallara GP2/11 Mecachrome V8108 GP2 V8 | P    | 4   | Giedo van der Garde | 4   | 2   | 2   | Ret | Ret | 9   | 2   | 3   | 8   | 3   | 6   | Ret | 4   | 4   | Ret | 20  | 21  | 13  |     |     |     |     |     |     | 101    | 1.º  | [ 10 ] |
| 2012 | Dallara GP2/11 Mecachrome V8108 GP2 V8 | P    |     |                     | KUA | KUA | SAK | SAK | SAK | SAK | BAR | BAR | MON | MON | VAL | VAL | SIL | SIL | HOC | HOC | BUD | BUD | SPA | SPA | MNZ | MNZ | SIN | SIN | 131    | 8.º  | [ 11 ] |
| 2012 | Dallara GP2/11 Mecachrome V8108 GP2 V8 | P    | 1   | Johnny Cecotto Jr.  | Ret | 22  | Ret | 22† | 9   | Ret | 18  | 13  | 1   | Ret | DSQ | Ret | 2   | 18† | 1   | 6   | Ret | Ret | 17  | Ret | 2   | 5   | Ret | 9   | 131    | 8.º  | [ 11 ] |
| 2012 | Dallara GP2/11 Mecachrome V8108 GP2 V8 | P    | 2   | Josef Král          | 14  | 9   |     |     |     |     | 20  | 16  | Ret | 10  | DSQ | 11  | 16  | 10  | 12  | 13  | 24† | 17  | 4   | 1   |     |     |     |     | 131    | 8.º  | [ 11 ] |
| 2012 | Dallara GP2/11 Mecachrome V8108 GP2 V8 | P    | 2   | Dani Clos           |     |     | 19† | 11  | Ret | Ret |     |     |     |     |     |     |     |     |     |     |     |     |     |     |     |     |     |     | 131    | 8.º  | [ 11 ] |
| 2012 | Dallara GP2/11 Mecachrome V8108 GP2 V8 | P    | 2   | Jake Rosenzweig     |     |     |     |     |     |     |     |     |     |     |     |     |     |     |     |     |     |     |     |     | 18  | 19  | 15  | 17  | 131    | 8.º  | [ 11 ] |
| 2013 | Dallara GP2/11 Mecachrome V8108 GP2 V8 | P    |     |                     | KUA | KUA | SAK | SAK | BAR | BAR | MON | MON | SIL | SIL | NÜR | NÜR | BUD | BUD | SPA | SPA | MNZ | MNZ | SIN | SIN | YMC | YMC |     |     | 22     | 12.º | [ 12 ] |
| 2013 | Dallara GP2/11 Mecachrome V8108 GP2 V8 | P    | 16  | Jake Rosenzweig     | 18  | 20  | 16  | 19  | 14  | 22  | 14  | 10  | 14  | 21  | 23  | 20  | 25† | 15  | 17  | 21  | Ret | 18  | 15  | 18  | 21† | 11  |     |     | 22     | 12.º | [ 12 ] |
| 2013 | Dallara GP2/11 Mecachrome V8108 GP2 V8 | P    | 17  | Rio Haryanto        | 20  | 18  | 15  | 24  | 9   | 24  | Ret | 16  | 7   | 2   | 18  | 14  | 11  | 10  | 19  | 25  | 14  | 7   | 20  | 11  | 14  | 12  |     |     | 22     | 12.º | [ 12 ] |

### GP3 Series
(Clave) (negrita indica pole position) (cursiva indica vuelta rápida puntuable)

| Año  | Chasis                             | Neu. | N.º | Pilotos             | 1   | 1   | 2   | 2   | 3   | 3   | 4   | 4   | 5   | 5   | 6   | 6   | 7   | 7   | 8   | 8   | Puntos | Pos. | Ref.   |
| ---- | ---------------------------------- | ---- | --- | ------------------- | --- | --- | --- | --- | --- | --- | --- | --- | --- | --- | --- | --- | --- | --- | --- | --- | ------ | ---- | ------ |
| 2010 | Dallara GP3/10 Renault 2.0 L Turbo | P    |     |                     | BAR | BAR | EST | EST | VAL | VAL | SIL | SIL | HOC | HOC | BUD | BUD | SPA | SPA | MNZ | MNZ | 25     | 8.º  | [ 13 ] |
| 2010 | Dallara GP3/10 Renault 2.0 L Turbo | P    | 17  | Felipe Guimarães    | Ret | 20  | 3   | 6   | Ret | 18  | Ret | 23  | 7   | 7   | 13  | Ret | Ret | 9   | Ret | 17  | 25     | 8.º  | [ 13 ] |
| 2010 | Dallara GP3/10 Renault 2.0 L Turbo | P    | 18  | Pablo Sánchez López | Ret | 15  | 21  | 16  | 14  | 9   | 21  | 14  | Ret | 11  | Ret | 16  | Ret | 25  | 18  | 12  | 25     | 8.º  | [ 13 ] |
| 2010 | Dallara GP3/10 Renault 2.0 L Turbo | P    | 19  | Mirko Bortolotti    | 16  | Ret | 25† | 12  | 18  | 10  | 8   | 13  | 6   | 4   | 11  | 8   | Ret | 14  | 5   | 2   | 25     | 8.º  | [ 13 ] |
| 2011 | Dallara GP3/10 Renault 2.0 L Turbo | P    |     |                     | EST | EST | BAR | BAR | VAL | VAL | SIL | SIL | NÜR | NÜR | BUD | BUD | SPA | SPA | MNZ | MNZ | 33     | 8.º  | [ 14 ] |
| 2011 | Dallara GP3/10 Renault 2.0 L Turbo | P    | 23  | Dominic Storey      | 20  | Ret | Ret | 27† |     |     |     |     |     |     |     |     |     |     |     |     | 33     | 8.º  | [ 14 ] |
| 2011 | Dallara GP3/10 Renault 2.0 L Turbo | P    | 23  | Tom Dillmann        |     |     |     |     | 20  | Ret | Ret | 25† | 22  | 5   | 7   | 22  | 6   | Ret | Ret | 9   | 33     | 8.º  | [ 14 ] |
| 2011 | Dallara GP3/10 Renault 2.0 L Turbo | P    | 24  | Gabriel Chaves      | 10  | 12  | 13  | 6   | 4   | 5   | Ret | 14  | 27† | 17  | 23  | Ret | 16  | 16  | 17  | 7   | 33     | 8.º  | [ 14 ] |
| 2011 | Dallara GP3/10 Renault 2.0 L Turbo | P    | 25  | Dean Smith          | 9   | 6   | 7   | 3   | 5   | 11  | 8   | 2   | 24  | Ret | 24  | 19  | 20  | 20  |     |     | 33     | 8.º  | [ 14 ] |
| 2011 | Dallara GP3/10 Renault 2.0 L Turbo | P    | 25  | Vittorio Ghirelli   |     |     |     |     |     |     |     |     |     |     |     |     |     |     | Ret | 18  | 33     | 8.º  | [ 14 ] |